# 투마니 디아바테
투마니 디아바테(프랑스어: Toumani Diabaté, 1965년 8월 10일~2024년 7월 19일)는 말리의 코라 연주자이다. 말리의 전통적인 음악 이외에 플라멩코, 블루스, 재즈 그리고 다른 국제적인 스타일과 함께 문화적인 협력에 참여해 왔다.